# 戸田菜穂
戸田 菜穂（とだ なほ、1974年〈昭和49年〉3月13日 - ）は、日本の女優。広島県広島市出身。ホリプロ所属。

## 来歴
高校2年生時の1990年（平成2年）、国際花と緑の博覧会会場で開催された「第15回ホリプロタレントスカウトキャラバン」において、約3万4千人の応募者のなかからグランプリに選ばれた。
翌1991年、事務所の先輩である鈴木保奈美主演のスペシャルドラマ『五月の風～ひとりひとりの二人～』で、喫茶店のウェイトレス役として17歳で女優デビュー。同年フジテレビで放送の『葡萄が目にしみる』でドラマ初主演。
1993年度前期放送のNHK連続テレビ小説『ええにょぼ』でヒロインの朝倉（宇佐美）悠希役を務め、全国的に知られるようになる。
1998年から2003年まで放送されたフジテレビ系ドラマ『ショムニ』の秘書課・杉田美園役でコミカルな演技が好評を博す。
2003年、『女はバス停で服を着替えた』で映画初主演し、それまでのおとなしいイメージを鮮やかに裏切る役に挑んだ。
2010年3月、1学年年下の医師と婚約したことを所属事務所が発表した。医師は東京都内の病院に勤務しており、身長175cmのスポーツマン、戸田とは2009年7月に行われた知人らとの食事会で知り合って意気投合したものという。結婚式は2010年10月17日に明治神宮で行われ、同日都内ホテルで結婚披露宴が行われた。
2012年2月10日午後2時23分、第1子となる3,606gの長女を都内の病院で出産した。2014年4月7日に次女を出産。
2018年から2020年まで、『NHK俳句』の司会（2018・2019年度の第3週、2020年度の第1週）を担当。

## エピソード

### 学生時代
小学生の頃は人気歌番組『ザ・ベストテン』を欠かさず見ており、3歳年上の従姉（いとこ）の影響で当時はシブがき隊のヤッくん（薬丸裕英）のファンだった。また、女優では岸恵子やいしだあゆみが好きだった。中学生になると勉強に励み、息抜きにドラマ『ママはアイドル!』（TBS系）を見て、同い年の後藤久美子のファンになった。この頃は、芸能界（特に女優業）に少なからず憧れはあったものの「遠くの世界」と思っていたという。
高校2年生の頃、将来の夢は定まっていなかったが「このまま広島にいるのは違う。東京に行きたい」と思い始める。後日たまたま本屋でオーディション雑誌「De View」（デビュー）で「ホリプロタレントスカウトキャラバン」のオーディションの欄を目にした。そこに「今回で始めて女優を募集する」という旨が書いてあったことから応募を決意。
親には「絶対に受からないから」と説得して承諾書のハンコを押してもらい、本人も受かるわけないと思いながらも同オーディションを勝ち上がった。全国大会では、審査員のおすぎから「あなた、ちょっと暗い所があるの分かってる？」と辛口コメントをされ、“これはダメだな”と諦めかけた。しかしグランプリ発表の直前に後ろで控えていた時に、審査員の1人だった千葉真一から「いつか共演しましょうね」と話しかけられ、「『え、もしかして？！』と思ったのをすごくよく思い出す。芸能界の一番最初の思い出です」と回顧している。

### 女優デビュー
高校3年生の夏休みから上京したが、地方出身者で「こんなダサい子見たことない」と言われるなど、演技の勉強も全くないまま女優デビューとなった。このため、初主演作の『葡萄が目にしみる』では、“ストローの袋の紙をどう扱ったらいいか”という細かい所まで演技指導を受けた。
1993年放送の連続テレビ小説『ええにょぼ』のヒロインに決まった直後、プロデューサーを介して大先輩の女優・草笛光子に会わせてもらい、女優としての心構えを教わった。また、当時は向田邦子作品（1993年1月11日放送のドラマ『家族の肖像』等）を見て演技の勉強をするなど、以降女優業に邁進していった。

## 人物
- 広島市立可部中学校から広島県立安古市高等学校を経て、玉川大学文学部外国語学科卒業（フランス語専攻）。
- 父親は広島市内で歯科医院を開業している[6]。妹は元女優の戸田麻衣子、弟はシンガーソングライターで歯科医師の戸田康平[7]。
- 実家の歯科医院は祖父の代から営んでおり、祖父・幸一は広島への原爆投下後、救護班で被爆者の治療にあたっていた[8]。この時の体験は1950年に広島市が編纂した『原爆体験記』に収録されており、映像化もされている。この経緯から、孫である菜穂も広島原爆投下にまつわるドキュメンタリーでナレーションを務めることが多い。
- 本人は性格について「小さい頃から負けず嫌いでせっかちな所もあるが、内側に燃えているものを隠しながら生きているような部分もある」と自己評価している。また、物事に対してはあまり迷わないタイプとのこと[2]。
- 子供の頃から、風情のある家屋などの昔のものや（見た目などが）渋いものが好き[2]。
- 俳句が趣味で、小学5年生の国語の授業で俳句を詠む機会があり、クラスの中で1番に選ばれたことで興味を持ち始めた[2]。24歳の頃から「東京俳句クラブ」に所属し、以降月1ペースでメンバーたちと俳句を詠んでいる[2]。2010年に俳句の本を出版した。趣味は他にガーデニング、映画鑑賞、読書、音楽鑑賞、三味線[2]、小唄。また、上記の通り大学時代に学んだことからフランス語を得意としている他、一時期ボクシングを習っていたことがある。
- 女優デビュー後「いつか向田（邦子）作品に出てみたい」という夢を抱いていたが、1995年頃から「向田邦子終戦特別企画シリーズ」及び「新春シリーズ」に出演してその夢を叶えた[3]。
- 2005年に当時ニューヨーク・ヤンキースに所属していた野球選手・松井秀喜との交際が話題になり、パリ旅行時のルーブル美術館でのツーショット写真がフライデーに、また腕を組んだツーショット写真が他週刊誌に掲載されたりと順調に愛を育んでいた中[9]、松井の父・松井昌雄は二人の結婚を示唆する発言もしていたが、翌2006年には破局した。
- ドラマ『ショムニ』の仲間とは、“同窓会”と称して放送終了後も年に1回居酒屋の個室に集まって近況などを語り合っている[注釈 5]。

## 出演

### テレビドラマ
- 五月の風 ひとりひとりの二人（1991年5月22日、日本テレビ）
- 葡萄が目にしみる（1991年9月16日、フジテレビ） - 主演・岡崎乃里子 役
- イブは初恋のように（1991年12月16日、TBS）
- 熱い胸さわぎ 第1章 Bye Bye My Love（1992年4月1日 - 22日、TBS）
- さよならをもう一度（1992年4月15日 - 6月24日、フジテレビ） - 水野理恵 役
- 悲しいほどお天気（1992年9月23日、フジテレビ）
- 柴門ふみセレクション「少女以上・少年未満」（1992年10月19日、テレビ朝日） - 主演・清田友子 役
- 連続テレビ小説（NHK総合）
  - ええにょぼ（1993年4月5日 - 10月2日） - 主演・朝倉（宇佐美）悠希 役
  - なつぞら（2019年9月17日） - なつの母 役[10]
  - あんぱん（2025年3月31日 - ） - 柳井千代子 役[11]
- お願いデーモン!（1993年11月27日 - 12月25日、フジテレビ） - 主演・岸森早苗 役
- 新春ワイド時代劇 織田信長（1994年1月2日、テレビ東京） - 細川ガラシャ 役
- スチュワーデスの恋人（1994年4月12日 - 6月28日、TBS） - 野村奈津 役
- 海が見たいと君が言って（1994年9月24日、フジテレビ） - 葉村水穂 役
- 日本一短い「母」への手紙「再婚」（1995年4月6日、日本テレビ）
- 向田邦子終戦特別企画シリーズ（TBS）
  - いつか見た青い空（1995年8月7日）
  - 言うなかれ、君よ、別れを（1996年8月12日）
  - 蛍の宿（1997年8月4日） - シズ 役
  - 昭和のいのち（1998年8月10日）
  - あさき夢見し（1999年8月9日）
- 人生は上々だ（1995年10月13日 - 12月22日、TBS） - 早乙女佐織 役
- 戦後50年特別企画『桜散る日に』（1995年12月24日、毎日放送・TBS） - 佐和子 役
- 炎の消防隊（1996年4月11日 - 6月20日、テレビ朝日） - 結城由香 役
- 続・星の金貨（1996年10月9日 - 12月25日、日本テレビ） - 川村景子 役
- 向田邦子新春シリーズ（TBS）
  - 空の羊（1997年1月6日） - 五海 役
  - 小鳥のくる日（1999年1月11日） - 神林初子 役
  - 風立ちぬ（2001年2月12日）
- こんな恋のはなし（1997年7月3日 - 9月18日、フジテレビ） - 水越麻耶子 役
- 夢の標本（1998年1月15日、北海道テレビ・テレビ朝日） - 主演・直子 役
- Y氏の隣人「善意の街」（1998年4月5日、TBS） - 直子 役
- ショムニ 第1シリーズ（1998年4月15日 - 7月1日、フジテレビ） - 杉田美園 役
  - ショムニ スペシャル（スペシャル第1弾）（1998年10月7日）
  - 新春ドラマスペシャル ショムニ（スペシャル第2弾）（2000年1月2日）
  - ショムニ 第2シリーズ（2000年4月12日 - 6月28日）
  - ショムニ FINAL 第3シリーズ（2002年7月3日 - 9月18日）
  - ショムニ FOREVER（スペシャル第3弾）（2003年1月1日）
- 島に来んさい〜広島・蒲刈（1998年7月15日、NHK総合） - 主演・美帆 役
- 奇跡の人（1998年10月12日 - 12月14日、読売テレビ・日本テレビ） - 藤原聡子 役
- 課長島耕作4（1998年12月4日、フジテレビ） - 岡村由紀 役
- こいまち 第9話 京都編（1999年3月9日、関西テレビ・フジテレビ） - 主演・大石涼子 役
- 24時間だけの嘘（1999年4月1日、TBS）
- 古畑任三郎 第3シーズン「頭でっかちの殺人」（1999年6月1日、フジテレビ） - 片桐恵 役
- 松本清張特別企画『顔』（1999年10月7日、TBS） - 主演・井野良子 役
- TEAM（1999年10月13日 - 12月22日、フジテレビ） - 前田季織 役
  - TEAM スペシャル1（2000年11月3日）
  - TEAM スペシャル2（2001年10月5日）
  - TEAM スペシャル3（2002年9月20日）
  - TEAM スペシャル4（2003年9月26日）
- 恋愛詐欺師 第2話（1999年10月28日、テレビ朝日） - 門倉朝美 役
- 世にも奇妙な物語（フジテレビ）
  - 世にも奇妙な物語 春の特別編 (2000年)「記憶リセット」（2000年3月27日） - 野上亜矢子 役
  - 世にも奇妙な物語 15周年の特別編「奥さん屋さん」（2006年3月28日） - 平沢より子 役
- きらきらひかる スペシャル3（2000年4月4日、フジテレビ） - 野田英美 役
- 花村大介 第9話（2000年8月29日、関西テレビ・フジテレビ） - 三浦温子 役
- 永遠の1/2（2000年、TBS） - 弁護士 役
- 陰陽師 第8話「鬼のみちゆき」（2001年5月22日、NHK総合） - 淑子 役
- Love Story（2001年4月15日 - 6月24日、TBS） - 蓼科久美子 役
- 小さな命の贈りもの（2001年9月23日、テレビ朝日）
- 浅見光彦シリーズ 第16作 坊っちゃん殺人事件（2001年9月24日、TBS） - 水沼真理子 役
- バカ(3)兄弟（2001年12月29日、フジテレビ）
- ギンザの恋（2002年1月7日 - 2月18日、読売テレビ・日本テレビ） - 牧野令子 役
- 喜劇駅前シリーズ てなもんや駅長奮闘記（2002年1月18日、フジテレビ）
- フレンズ（2002年2月4日・5日、TBS） - 金田美土里 役
- よい子の味方 〜新米保育士物語〜 第4話（2003年2月8日、日本テレビ） - 早川有子 役
- 恋のエチュード 第27回・第28回「花や今宵」（2003年4月、BS日テレ）
- あなたの隣に誰かいる（2003年10月7日 - 12月9日、フジテレビ） - 有島樹里 役
- スチュワーデス刑事8（2004年1月16日、フジテレビ） - 石田佐和子 役
- 永遠の恋物語（2004年2月13日、テレビ朝日）
- 離婚弁護士 第8話（2004年6月3日、フジテレビ） - 井上博美 役
- 逃亡者 RUNAWAY（2004年7月18日 - 9月26日、TBS） - 永井淳子 役
- 西部警察 SPECIAL（2004年10月31日、テレビ朝日） - 日下直美 役
- アイ’ム ホーム 遥かなる家路（2004年11月15日 - 12月16日、NHK総合） - 家路ヨシコ 役
- 大河ドラマ（NHK総合）
  - 義経（2005年） - 輔子 役
  - 軍師官兵衛（2014年） - いわ 役[12]
  - 西郷どん（2018年） - 喜久 役[13]
- anego[アネゴ]（2005年4月20日 - 6月22日、日本テレビ） - 加藤博美 役
  - anego〜アネゴspecial〜（2005年12月28日）
- 神楽坂署生活安全課2（2006年6月14日、テレビ東京） - 相原梓 役
- 14才の母 第8話（2006年11月29日、日本テレビ） - 池山あゆみ 役
- 役者魂!（2006年10月17日 - 12月26日、フジテレビ） - 福田まり子 役
- ウォーカーズ〜迷子の大人たち（2006年11月11日 - 12月2日、NHK総合） - 西尾翔子 役
- マイ☆スィートホーム（2007年1月23日、日本テレビ） - 香苗 役
- 失踪HOLIDAY（2007年2月10日 - 3月3日、テレビ朝日） - 楠木クニコ役
- 和田アキ子殺人事件（2007年2月12日、TBS） - 西田美穂 役
- 先生の秘密（2007年8月5日、NHK総合） - 石岡昭子 役
- ドラマW（WOWOW）
  - 震度0（2007年8月12日） - 秋吉佐和子 役
  - 他人の家（2010年4月4日） - 貝原映子 役
  - 死刑基準（2011年9月25日） - 永瀬麻梨子 役
- ジャッジ 〜島の裁判官奮闘記〜（2007年10月6日 - 11月10日、NHK総合） - 三沢麗子 役
  - ジャッジII〜島の裁判官奮闘記（2008年10月25日 - 11月22日）
- 花いくさ〜京都祇園伝説の芸妓・岩崎峰子〜（2007年11月23日、フジテレビ） - 紗江子 役
- 聖徳太子の超改革 〜遣隋使から1400年 日本を決めた男〜（2007年11月25日、テレビ朝日） - 推古天皇 役
- 幻十郎必殺剣（2008年1月18日 - 3月14日、テレビ東京） - 志乃 役
  - 幻十郎必殺剣スペシャル 死神復活（2009年4月10日）
- 24時間あたためますか?〜疾風怒涛コンビニ伝〜 第2章「美食家vsコンビニ」（2008年3月15日、日本テレビ） - 遠藤恵子 役
- ホカベン（2008年4月16日 - 6月18日、日本テレビ） - 倉木しおり 役
- 山田太一ドラマスペシャル 本当と嘘とテキーラ（2008年5月28日、テレビ東京） - 大沢先生 役
- あの日、僕らの命はトイレットペーパーよりも軽かった（2008年7月8日、日本テレビ） - 嘉納静子 役
- ハチワンダイバー 第10話（2008年7月12日、フジテレビ） - 桐嶋凪 役
- 岡部警部シリーズ 第3作「十三の墓標」（2008年9月5日、フジテレビ） - 山代八重子 役
- SCANDAL（2008年10月19日 - 12月21日、TBS） - 白石理佐子 役
- あるがままの君でいて（2008年11月24日、TBS） - 堤加奈 役
- 神の雫（2009年1月13日 - 3月10日、日本テレビ） - 霧生涼子 役
- 連続ドラマW（WOWOW）
  - 空飛ぶタイヤ（2009年3月29日 - 4月26日） - 赤松史絵 役
  - マークスの山（2010年10月17日 - 11月14日） - 高木真知子 役
  - 天の方舟（2012年12月9日 - 2013年1月6日） - 宮里富由美 役
  - 沈まぬ太陽 第2部（2016年7月10日 - 9月25日） - 鈴木夏子 役[14][15]
  - コールドケース3〜真実の扉〜 第1話・第2話（2020年12月5日・12日） - 日向桜 役[16][17]
- ドラマティックバス 第二夜 ベネチア（2009年7月15日、NHK総合） - 堅井操 役
- 働くゴン!（2009年9月23日、日本テレビ） - 鏡秀子 役
- 浅見光彦シリーズ 第28作 高千穂伝説殺人事件（2009年10月5日、TBS） - 本沢千恵子 役
- JIN-仁-（2009年10月11日 - 12月20日、TBS） - 妙 役[18]
  - JIN-仁- 完結編（2011年4月17日 - 6月26日）
- 椿山課長の七日間（2009年12月19日、テレビ朝日） - 椿山由紀 役[19]
- 筆談ホステス 〜母と娘、愛と感動の25年。届け!わたしの心〜（2010年1月10日、毎日放送・TBS） - 河原三春 役
- 生誕100年記念 松本清張ドラマスペシャル『霧の旗』（2010年3月16日、日本テレビ） - 河野径子 役
- 逃亡弁護士 第2話（2010年7月13日、関西テレビ・フジテレビ） - 藤原久美子 役
- 警部・柘植京介（2010年9月13日、TBS） - 小暮佐和子 役
- 遺恨あり 明治十三年 最後の仇討（2011年2月26日、テレビ朝日） - 一瀬さと 役
- 卒業ホームラン「バスに乗って」（2011年3月23日、テレビ東京） - 末永知美 役[20]
- BOSS 2ndシーズン 第3話（2011年5月5日、フジテレビ） - 山地智子 役
- ヤング ブラック・ジャック（2011年4月23日、日本テレビ） - 間美都子 役
- 絶対零度〜特殊犯罪潜入捜査〜 Season2 第1話・第2話（2011年7月12日・19日、フジテレビ） - 朝倉千佳子 役
- 相棒 season10 第1話（2011年10月19日、テレビ朝日） - 磯村菜々美 役
- 東野圭吾ミステリーズ 第1話「さよならコーチ」（2012年7月5日、フジテレビ） - 石上陽子 役
- Piece（2012年10月6日 - 12月29日、日本テレビ） - 成海理沙子 役
- 科捜研の女 第12シリーズ（2013年1月10日 - 3月14日、テレビ朝日） - 芝美紀江 役
  - 科捜研の女 スペシャル4（2013年12月25日）
  - 科捜研の女 第17シリーズ 第17話（2018年3月15日）
- 間違われちゃった男（2013年4月13日 - 6月22日、フジテレビ） - 大友秋子 役[21]
- 松本清張没後20年特別企画 留守宅の事件（2013年4月24日、テレビ東京） - 高瀬昌子 役
- 七つの会議（2013年7月13日 - 8月3日、NHK総合） - 原島江利子 役
- 特集ドラマ はじまりの歌（2013年9月23日、NHK総合） - 中原美波 役
- ちびまる子ちゃん（2013年10月1日、フジテレビ） - 葵のお母さん 役
- HAMU－公安警察の男－（2014年1月10日、フジテレビ） - 友沢秋穂 役[22]
- ランチのアッコちゃん（2015年5月12日 - 6月30日、NHK BSプレミアム） - 主演・黒川敦子 役（蓮佛美沙子とダブル主演）[23]
- 結婚式の前日に（2015年10月13日 - 12月15日、TBS） - 寺本真理子 役
- 京都人の密かな愉しみ 冬「えっちゃん」（2016年3月19日、NHK BSプレミアム） - 小久保早苗 役
- グッドパートナー 無敵の弁護士 最終話（2016年6月16日、テレビ朝日） - 名木裕子 役
- ふれなばおちん（2016年6月28日 - 8月16日、NHK BSプレミアム） - 小牧莉絵 役[24]
- 弁護士 倉沢由法の事件ファイル（2017年1月21日、テレビ朝日） - 望月冴子 役
- 嘘なんてひとつもないの（2017年3月7日 - 3月28日、NHK BSプレミアム） - 山崎香津子 役[25]
- 炎の経営者（2017年3月19日、フジテレビ） - 谷田部さと子 役[26]
- ドラマミステリーズ 〜カリスマ書店員が選ぶ珠玉の一冊〜「妻の女友達」（2017年4月22日、フジテレビ） - 広中志津子 役
- 返還交渉人 -いつか、沖縄を取り戻す-（2017年8月12日、NHK BSプレミアム） - 千葉惠子 役[27]
- ドクターX〜外科医・大門未知子〜 第5期 第7話（2017年11月23日、テレビ朝日） - 内神田小百合 役
- アンナチュラル 第4話（2018年2月2日、TBS） - 佐野可奈子 役[28]
- 三屋清左衛門残日録「三十年ぶりの再会」（2018年2月3日、時代劇専門チャンネル／BSフジ） - 松江 役
- バイプレイヤーズ 〜もしも名脇役がテレ東朝ドラで無人島生活したら〜 劇中劇『しまっこさん』（2018年2月7日 - 3月7日、テレビ東京） - 戸田菜穂（本人役）役[29]
- コンフィデンスマンJP 最終話（2018年6月11日、フジテレビ） - ボクちゃんの母（西崎信江〈偽者〉） 役[30]
- 高嶺の花（2018年7月11日 - 9月12日、日本テレビ） - 月島ルリ子 役
- 不惑のスクラム（2018年9月1日 - 10月13日、NHK総合） - 坂巻由理 役[31][32]
  - 不惑のスクラム スペシャル（2019年9月16日）
- Aではない君と（2018年9月21日、テレビ東京） - 青葉純子 役[33]
- よつば銀行 原島浩美がモノ申す!〜この女に賭けろ〜 第6話（2019年2月25日、テレビ東京） - 森下恭子 役
- W県警の悲劇 第5話「欲望の女」（2019年8月24日、BSテレ東） - 金井聡美 役[34]
- 令和元年版 怪談牡丹燈籠 Beauty&Fear（2019年10月6日 - 10月27日、NHK BSプレミアム） - お米 役[35][36]
  - 怪談牡丹燈籠 異聞「お露と新三郎」（2019年12月28日）
- 病室で念仏を唱えないでください 第7話（2020年2月28日、TBS） - 前田鮎子 役[37]
- ギルティ〜この恋は罪ですか?〜（2020年4月2日 - 8月6日、読売テレビ・日本テレビ） - 小高かすみ 役[38]
- ホメられたい僕の妄想ごはん 第9話・第11話（2021年9月5日・19日、BSテレ東） - 中山先生 役
- 妻、小学生になる。 第7話（2022年3月4日、TBS） - 萌子 役
- 新・信長公記〜クラスメイトは戦国武将〜（2022年7月24日 - 9月25日、日本テレビ） - 日下部雅恵 役
- さよならの向う側 episode4（2022年10月13日、読売テレビ・日本テレビ） - 谷口葉子 役[39]
- 一橋桐子の犯罪日記 第1話（2022年10月8日、NHK総合） - 松本奈穂美 役
- アトムの童（2022年10月16日 - 12月11日、TBS） - 緒方奏絵 役[40][41]
- 赤ひげ4（2022年11月4日 - 12月23日、NHK BSプレミアム・NHK BS4K） - おたね 役
- ホリデイ〜江戸の休日〜（2023年1月6日、テレビ東京） - お仲 役[42][43]
- ガラパゴス（2023年2月6日・13日、NHK BSプレミアム・BS4K） - 田川里美 役
- 合理的にあり得ない〜探偵・上水流涼子の解明〜（2023年、関西テレビ・フジテレビ） - 神崎朱美 役[44]
- テイオーの長い休日（2023年6月3日 - 7月29日、東海テレビ・フジテレビ） - 吉田ゆかり 役[45]
- 泥濘の食卓（2023年10月21日 - 12月16日、テレビ朝日） - 那須川ふみこ 役[46]
- パティスリーMON（2024年1月11日 - 3月28日、テレビ東京） - 大門美津子 役[47]
- ＃居酒屋新幹線2 第7話（2024年2月21日、毎日放送・TBS） - 枝野ひかり 役
- 君が獣になる前に（2024年4月6日 - 6月22日、テレビ東京） - 塩見優 役[48]
- 366日（2024年4月8日 - 6月17日、フジテレビ） - 水野智津子 役[49]
- スカイキャッスル（2024年7月25日 - 9月26日、テレビ朝日） - 冴島香織 役[50]

### 配信ドラマ
- 君に届け（2023年3月30日、Netflix） - 黒沼陽子 役[注釈 6][51]
- ビーチボーイズに憧れて（2023年12月15日、FOD） - 小池真千子 役[注釈 7]
- 阿修羅のごとく（2025年1月9日、Netflix） - 土屋友子 役[52][53]

### 映画
- 夏の庭 The Friends（1994年4月9日公開、ヘラルド・エース） - 近藤静香 役
- 水の中の八月（1995年9月9日公開、ヒルヴィラ） - 葉月洋 役
- 君を忘れない（1995年9月23日公開、日本ヘラルド映画） - 水沢志津子 役
- (ハル)（1996年3月9日公開、東宝） - 藤間由花（ローズ） 役
- F (エフ)（1998年3月14日公開、松竹） - 片岡京子 役
- MIND GAME（1998年4月4日公開、松竹） - 田所波子 役
- プライド・運命の瞬間（1998年5月23日公開、東映） - 新谷明子 役
- 真夜中まで（2001年8月4日公開、東北新社） - 車のカップル 役
- 女はバス停で服を着替えた（2003年3月15日公開、アルゴ・ピクチャーズ） - 主演・高津瑞枝 役
- COSMIC RESCUE（2003年7月11日公開、ジェイ・ストーム） - 橘明子 役
- スカイハイ 劇場版（2003年11月8日公開、東映） - 青山響子 役
- 死に花（2004年5月8日公開、東映） - 図書館の美女 役
- イズ・エー [is A.]（2004年10月9日公開、GPミュージアムソフト） - 三村道世 役
- 8月のクリスマス（2005年9月23日公開、東芝エンタテインメント） - 佳苗 役
- 間宮兄弟（2006年5月13日公開、アスミック・エース） - 大垣さおり 役
- 俺は、君のためにこそ死ににいく（2007年5月12日公開、東映） - 田端良子 役
- 哀憑歌 〜CHI-MANAKO〜（2008年3月22日公開、ダックウィード）
- 砂時計（2008年4月26日公開、東宝） - 植草美和子 役
- きみに届く声（2008年9月20日公開、エイベックス・エンタテインメント） - 澤田美佐代 役
- ブタがいた教室（2008年11月1日公開、日活） - 甘利花の母 役
- 泣きたいときのクスリ（2009年1月10日公開、エスピーオー、ジョリー・ロジャー） - 桜木エリカ 役[54]
- ホッタラケの島 〜遥と魔法の鏡〜（2009年8月22日公開、東宝） - 遙の母 役（声の出演）[55]
- ダーリンは外国人（2010年4月10日公開、東宝） - 遼子 役
- 春との旅（2010年5月22日公開、ティ・ジョイ、アスミック・エース） - 津田伸子 役
- 必死剣 鳥刺し（2010年7月10日公開、東映） - 睦江 役[56]
- きな子〜見習い警察犬の物語〜（2010年8月14日公開、松竹） - 番場詩子 役
- 犬とあなたの物語 いぬのえいが『DOG NAP』（2011年1月22日公開、アスミック・エース） - 柳田美智子 役
- GANTZ（2011年1月29日公開、東宝） - 北倉玲子 役
- GANTZ PERFECT ANSWER（2011年4月23日公開、東宝） - 北倉玲子 役
- 少女たちの羅針盤（2011年5月14日公開、クロックワークス、ゴー・シネマ） - 渡見恵子 役
- ラスト・プリンセス 大韓帝国最後の皇女（2017年6月24日日本公開、韓国映画、ホ・ジノ監督） - 李方子 役[57]
- 返還交渉人 -いつか、沖縄を取り戻す-（2018年6月30日公開、太秦） - 千葉惠子 役[58]
- 旅猫リポート（2018年10月26日公開、松竹） - 神崎 役[59]
- 高津川（2019年11月29日〈中国地方先行公開〉・2022年2月11日公開、ギグリーボックス） - 大畑陽子 役[60]
- 記憶屋 あなたを忘れない（2020年1月17日公開、松竹） - 水野里香 役[61]
- 私がモテてどうすんだ（2020年7月10日公開、松竹） - 芹沼みつこ 役[62]
- 思い、思われ、ふり、ふられ（2020年8月14日公開、東宝） - 朱里の母 役
- 十二単衣を着た悪魔（2020年11月6日公開、キノフィルムズ） - 伊藤明子 役[63]
- 記憶の技法（2020年11月27日公開、KAZUMO） - 鹿角由加子 役[64]
- 科捜研の女 -劇場版-（2021年9月3日公開、東映） - 芝美紀江 役[65]
- そして、バトンは渡された（2021年10月29日公開、ワーナー・ブラザース映画） - 早瀬の母 役[66]
- 吟ずる者たち（2021年11月5日〈広島県先行公開〉・2022年3月25日公開、ヴァンブック） - 三浦ソノ 役[67]
- アキラとあきら（2022年8月26日公開、東宝） - 階堂聡美 役[68]
- 沈黙のパレード（2022年9月16日公開、東宝） - 並木真智子 役[69]
- ロストケア（2023年3月24日公開、日活、東京テアトル） - 梅田美絵 役[70][71]
- ディア・ファミリー（2024年6月14日公開、東宝） - 川野由希 役[72]
- 青春ゲシュタルト崩壊（2025年6月13日、ナカチカピクチャーズ） - 間宮葉子 役[73][74]

### テレビアニメ
- 最強武将伝 三国演義（2010年、テレビ大阪・テレビ東京ほかTXN各局） - 小喬 役[75]

### 教養・ドキュメンタリー
- ホリデー・ドキュメンタリー「ふるさとに心刻んで」（2010年、NHK総合） - ナレーション
- テレメンタリー2014「ひと口の怖さ 食物アレルギーと闘う子どもたち」（2014年、北海道テレビ制作） - ナレーション
- NHK俳句（2018年4月 - 2020年、NHK Eテレ） - 2018・2019年度の第3週、2020年度の第1週司会
- NNNドキュメント「色彩の記憶〜よみがえる“広島”〜」（2019年7月29日、日本テレビ系列 / 広島テレビ制作） - 語り
- NNNドキュメント「原爆の絵 高校生が描く“ヒロシマ”」（2019年8月5日、日本テレビ系列 / 広島テレビ制作） - 語り
- RCCテレビ60年 令和元年8・6関連特別番組「伝言〜広島を生きた母〜」（2019年8月6日、中国放送） - 語りおよび出演
- NNNドキュメント「夢見た国でみたものはー彷徨う外国人技能実習生ー」（2021年4月4日、日本テレビ系列 / 四国放送制作） - ナレーション
- そこにあるもの。〜繋ぐ。送る。生きる。文化といのち〜（2024年1月7日 - 、毎月1回（全8回）、BS朝日） - ナレーション[76]
- アンジェイ・ワイダの愛した「立体浮世絵」～人形作家 大野初子の世界～（2024年3月23日、BS日テレ）[77]

### ミュージックビデオ
- 石井竜也「コ・ウ・カ・イ」（2002年）
- スネオヘアー「headphone music」（2006年）

### その他
- NHK広島放送局開局90年記念コンサート レッドシンフォニー 〜“赤”につながる音の旅〜（2018年4月30日、NHK総合･中国地方）司会
- 泣きたいときのクスリ2008
- 京王百貨店イメージガール

### CM
- 江崎グリコ チョコサクリコ（1992年）
- 三井生命
- JR北海道
- DHC
- 中国電力

## 書籍
- 恋俳句レッスン 俳句は恋を育てる（大高翔との共著、2010年、マガジンハウス） ISBN 978-4-8387-2177-1